# Ludwig Otto Hesse
Ludwig Otto Hesse (22 de abril de 1811 – 4 de agosto de 1874) fue un matemático alemán.

## Biografía
El matemático alemán Ludwig Otto Hesse obtuvo su doctorado, dirigido por Jacobi, sobre superficies algebraicas: sobre los 8 puntos de intersección de tres superficies de segundo orden
Trabajó en geometría analítica siendo uno de los padres de la geometría algebraica moderna. Trabajó en la teoría de invariantes. La matriz hessiana y la forma normal de Hesse son nombrados en su honor. Formó  el  determinante,  llamado  hessiano,  con  los  segundos  cocientes  diferenciales  de  una  función.  Extendió  el  método  de  Euler  de  eliminación  de  ecuaciones lineales al caso de tres ecuaciones con dos incógnitas. Completó (1857) las investigaciones de  Jacobi  sobre  la  variación  segunda  de  una  integral,  que  puede  ser  ampliada  a variaciones  de  orden  superior. Definió (1861) la ecuación normal de la recta y del plano. Estudió (1844) analíticamente las redes  de  cónicas,  demostrando  que  los  polos  conjugados  respecto  a  todas  las  cónicas  de la  red,  están  sobre   una   cúbica,   que   Cremona   llamó   “curva   de   Hesse”   de   la   red,   y   demostrando   también   analíticamente  el  teorema  de  Steiner,  que  dice  que  los  vértices  de  dos  triángulos  polares respecto  de  una cónica pertenecen a su vez a otra cónica, y realizando investigaciones más generales sobre cónicas conjugadas.  También  demostró  que  a  una  cúbica  dada  corresponden  tres  redes  distintas  de cónicas.  Estudió la sectriz que lleva su nombre (1849). Continuó las investigaciones (1850) sobre la ecuación de una  curva  en  coordenadas  tangenciales  y  empleó  en  muchos  de  sus  trabajos  las  coordenadas  homogéneas en  el  espacio.  Estudió  la  cuestión  de  los  ejes  de  las  cuádricas,  considerando  las  direcciones  conjugadas de  éstas.  Demostró  (1840)  que  por  los  ocho  vértices  de  dos  tetraedros  conjugados pasan ∞2 cuádricas. Dio solución a la construcción de una cuádrica definida por 9 puntos. Profundizó  en  geometría  proyectiva, continuando  las  investigaciones,  la  mayor  parte  de  las  veces  analíticamente, de Pascal y Steiner. Completó la demostración incompleta de Plücker sobre los nueve puntos de inflexión de una cúbica, de los que seis son imaginarios, y que yacen sobre una recta de tal forma  que  hay  doce  de  tales  rectas,  demostrando  Hesse  que estas  doce  rectas  pueden  agruparse  en  cuatro  triángulos.  Extendió  (1842)  los  teoremas  de  Pascal  y Brianchon  a  un  hexágono  formado  por  generatrices de una cuádrica.
Trabajó en la teoría de invariantes y en la famosa y compleja desigualdad triangular, la cual dicta que:
| En todo triángulo la suma de las longitudes de dos lados cualquiera es siempre mayor (teniendo en cuenta la multiplicidad canónica de vector asociado a la raíz de la matriz del operador transpuesto por su complejidad lineal) a la longitud del lado restante. |

La matriz hessiana y la forma normal de Hesse son nombrados en su honor.

## Obras
- Vorlesungen über analytische Geometrie des Raumes. (Lectures on analytic geometry of space) Leipzig (3. A. 1876)
- Vorlesungen aus der analytischen Geometrie der geraden Linie, des Punktes und des Kreises. (Lectures from the analytical geometry of the straight line, the point and the circle) Leipzig (1881). Hrsg. A. Gundelfinger
- Die Determinanten elementar behandelt. (Determinants elementary treated) Leipzig (2. A. 1872)
- Die vier Species. (The four Species) Leipzig (1872)

Sus obras completas fueron publicadas en 1897 por la Academia de Ciencias de Baviera.